# EZ (音楽番組)
『eZ』（イージー、eZ-TVとも呼ばれる）は1988年4月から1992年9月までテレビ東京系列などで放送された、EPIC・ソニー（現エピックレコードジャパン）制作の音楽番組。提供はカルビー。キャッチコピーは「We make a TV “Rock” and make a VIDEO “Roll”.」など。
本項では、1992年7月から1993年9月まで放送された音楽番組『eZ a GO! GO!』（イージー ア ゴー ゴー）についても併せて述べる。

## 概要

### eZ
『eZ』はEPIC・ソニーに所属するアーティストのミュージックビデオ (MV、PV)やライブ映像をメインとした音楽番組。スポンサーはカルビーで、同番組内で放送されるCMにもEPIC・ソニーのアーティストが出演した。特に「月末」という以外に放送枠が決まっておらず、曜日・日程・時間帯などは毎回違っていた（基本的には30分枠）。そのため、ROCKIN'ON JAPAN誌に放送日時などが書かれた広告を掲載していた。番組タイトルの由来は、extra zealという造語の頭文字およびeasyから。司会を持たない番組構成で、映像中に英語のテロップを出す、各アーティストが同じ世界観を共有した舞台セットで演奏・共演するなど、監督の坂西伊作らのアイデアやEPIC・ソニーのレーベルカラーを前面に出していたのも特徴であった。同番組で放送された映像は、のちに各アーティストのMV集や映像作品集としてVHSやDVDなどに収録されたが、本放送でしか見ることのできなかった映像も多数。
同番組は、MVに力を入れていたといわれるEPIC・ソニーのプロモーションの一環で、ハイビジョン時代を見越した全編フィルム撮影の敢行、白組制作のオープニング映像などの要素から、番組のもつ独特の雰囲気に魅力を感じる視聴者も多かった。
2002年11月から2003年3月までViewsic（現MUSIC ON! TV）で一部が再放送された。
2023年8月20日、EPICレーベル創立45周年記念プロジェクトとしてotonano YouTube Channelで一夜限定配信された。同年12月24日、第2弾が期間限定配信された。

### eZ a GO! GO!
1992年7月からは新番組『eZ a GO! GO!』が放送、『eZ』終了翌月の10月より本格的に放送がスタートした。U2ROCKETを司会に、CHARAやYUKI、YUMIをアシスタントに置いた、観客を入れてのスタジオライブがメインの音楽バラエティ番組となっている。収録は毎月最終土曜日で、EPIC以外にもCBSやKi/oonレーベル所属のアーティストも多数ゲスト出演した。番組は1993年9月のVOL 32を以て終了した。こちらも、一部映像がDVD化などされた。

## 出演
『eZ』あるいは『eZ a GO! GO!』のみ出演のアーティストも含む。表記は現在のものと異なる場合がある。
- THE STREET SLIDERS
- JOY-POPS
- The 99 1/2
- 渡辺美里
- エレファントカシマシ
- 松岡英明
- 岡村靖幸
- KINTA
- LOOK
- 小比類巻かほる
- BARBEE BOYS
- 杏子
- 大江千里
- THE MODS
- TM NETWORK（TMN）
- 小室哲哉
- T.UTU with The Band
- 佐野元春
- 遊佐未森
- FENCE OF DEFENSE
- 鈴木雅之
- 大沢誉志幸
- Dance To Christmas All Stars（大沢誉志幸 with Christmas Family）
- GWINKO
- BO GUMBOS
- くじら（QUJILA）
- 東京スカパラダイスオーケストラ
- 詩人の血
- CHARA
- BAD MESSIAH
- FREDERICK
- 小川美潮
- 矢野顕子
- 麗蘭
- V2
- 電気GROOVE
- UNICORN
- SPARKS GO GO
- モダンチョキチョキズ
- SHAMROCK
- 染谷俊
- GONTITI
- JUDY AND MARY
- 清水ミチコ

など

## 『eZ』放送リスト
『eZ』として放送された全58回を記載する。
| 回      | 初回放送日 | タイトル                                    | 備考                                       |
| ------- | ---------- | ------------------------------------------- | ------------------------------------------ |
| 1 (初)  | 1988年4月  | THE STREET SLIDERS on eZ 1st                |                                            |
| 2       | 1988年5月  | 渡辺美里 on eZ 2nd                          |                                            |
| 3       | 1988年6月  | 松岡英明 on eZ 3rd                          |                                            |
| 4       | 1988年7月  | 岡村靖幸&エレファントカシマシ on eZ 4th     |                                            |
| 5       | 1988年8月  | SENRI OE on eZ 5th                          |                                            |
| 6       | 1988年8月  | THE MODS on eZ 6th                          |                                            |
| 7       | 1988年9月  | GIGS on eZ 7th                              |                                            |
| 8       | 1988年10月 | BARBEE BOYS on eZ 8th                       |                                            |
| 9       | 1988年11月 | YASUYUKI OKAMURA HIDEAKI MATSUOKA on eZ 9th | (正式タイトル不明)                         |
| 10      | 1988年12月 | eZ 10th 4days special 1st Day               |                                            |
| 11      | 1988年12月 | eZ 11th 4days special 2nd Day               |                                            |
| 12      | 1988年12月 | eZ 12th 4days special 3rd Day               |                                            |
| 13      | 1988年12月 | eZ 13th 4days special 4th Day               |                                            |
| 14      | 1989年1月  | The Street Sliders on eZ 14th               | (正式タイトル不明)                         |
| 15      | 1989年2月  | WHO'S on eZ? 15th                           |                                            |
| 16      | 1989年3月  | 大沢誉志幸 on eZ 16th                       |                                            |
| 17      | 1989年4月  | BO GUMBOS on eZ in 40minutes 17th           |                                            |
| 18      | 1989年5月  | Yasuyuki Okamura on eZ 18th                 |                                            |
| 19      | 1989年6月  | easy on eZ 19th                             |                                            |
| 20      | 1989年7月  | 20times eZ ago_20th                         |                                            |
| 21      | 1989年8月  | Let's Spend eZ Together 21st                |                                            |
| 22      | 1989年9月  | Sympathy for eZ 22nd                        |                                            |
| 23      | 1989年10月 | WELCOME to the eZ ENDING 23rd               |                                            |
| 24      | 1989年11月 | Do you wanna eZ again? eZ 24th              | (正式タイトル不明)                         |
| 25      | 1989年12月 | Time to give it up or not on eZ 25th        |                                            |
| 26      | 1990年1月  | it's only a TV show, eZ 26th                |                                            |
| 27      | 1990年2月  | Peach Time 岡村靖幸 on eZ 27th              | (正式タイトル不明)                         |
| 28      | 1990年3月  | LIVE eZ 28th                                | (正式タイトル不明)                         |
| 29      | 1990年4月  | SENRI ROCKs eZ 29th                         |                                            |
| 30      | 1990年5月  | Route ez 30th ez                            |                                            |
| 31      | 1990年6月  | Barbee Boys on eZ 31st                      |                                            |
| 32      | 1990年7月  | 詩人の血 on eZ 32nd                         |                                            |
| 33      | 1990年8月  | The Street Sliders on eZ 33rd               |                                            |
| 34      | 1990年9月  | 遊佐未森 on eZ 34th                         |                                            |
| 35      | 1990年10月 | BO GUMBOS on eZ 35th                        |                                            |
| 36      | 1990年11月 | 大江千里 on eZ 36th                         |                                            |
| 37      | 1990年12月 | 詩人の血 on eZ 37th                         |                                            |
| 38      | 1991年1月  | エレファントカシマシ on eZ 38th             |                                            |
| 39      | 1991年2月  | MOTOHARU SANO on eZ 39th                    |                                            |
| 40      | 1991年3月  | TMN on eZ 40th                              |                                            |
| 41      | 1991年4月  | Misato eZ 卒業 41st                         |                                            |
| 42      | 1991年5月  | OKAMURA (E)na on eZ 42nd                    |                                            |
| 43      | 1991年6月  | 詩人の血 on eZ 43rd                         |                                            |
| 44      | 1991年7月  | 大江千里 格好悪いふられ方 on eZ 44th        |                                            |
| 45      | 1991年8月  | 麗蘭 on eZ 45th                             |                                            |
| 46      | 1991年9月  | Chara on eZ 46th                            |                                            |
| 47      | 1991年10月 | BAD MESSIAH on eZ 47th                      |                                            |
| 48      | 1991年11月 | 遊佐未森 on eZ 48th                         |                                            |
| 49      | 1991年12月 | 詩人の血 plus CHARA on eZ 49th              |                                            |
| 50      | 1992年1月  | 総集編 eZ 50th                              | (正式タイトル不明)                         |
| 51      | 1992年2月  | BARBEE BOYS終焉 on eZ                       |                                            |
| 52      | 1992年3月  | V2 on eZ 52nd                               |                                            |
| 53      | 1992年4月  | エレファントカシマシ on eZ 53rd             |                                            |
| 54      | 1992年5月  | 遊佐未森&小川美潮 on eZ 54th                |                                            |
| 55      | 1992年6月  | 矢野顕子 on eZ 55th                         |                                            |
| 56      | 1992年7月  | (内容・タイトル不明)                        | この月より『eZ a GO! GO!』がスタート       |
| 57      | 1992年8月  | eZ AUGUST on eZ 57th                        |                                            |
| 58 (終) | 1992年9月  | eZ on 58th                                  | 翌月より『eZ a GO! GO!』が本格的にスタート |